# Blue Öyster Cult
Pour les articles homonymes, voir BOC.
Blue Öyster Cult (BÖC) est un groupe américain de hard rock, originaire de Long Island, New York, et formé en 1967. Leur style musical oscille entre le hard rock, le heavy metal, et le rock psychédélique. Leurs chansons à succès sont notamment (Don't Fear) The Reaper, Godzilla, Burnin' for You et Veteran of the Psychic Wars. Les clips du groupe, en particulier celui de Burnin' for You, sont fréquemment diffusés sur la chaîne américaine MTV après son lancement en 1981.
La formation de Blue Öyster Cult la plus emblématique et qui a enregistré le plus de disques comprend Buck Dharma (guitare solo, chant), Eric Bloom (chant, guitare, claviers), Allen Lanier (claviers, guitare rythmique et solo, chœurs, chant occasionnel), Joe Bouchard (basse, chant, chœurs) et Albert Bouchard (batterie, percussions, chant, chœurs). La formation actuelle du groupe comprend Dharma, Bloom, Jules Radino (batterie, percussions), Richie Castellano (guitare, claviers, chant, chœurs) et Danny Miranda (basse, chœurs).

## Historique

### Débuts (1967–1971)
L'histoire débute en 1965 à Long Island lorsque Bruce Abbott, bassiste et futur coauteur du titre Golden Age of Leather, sur l'album Spectres, présente Donald Roeser à Albert Bouchard,. Avec le chanteur Skip O'Donnell et Jeff Lantham à la guitare, ils forment The Disciples qui devient, l'année suivante, Travesty. Donald et Albert écument tant les soirées étudiantes et les boîtes locales qu'ils délaissent leurs études pour se consacrer entièrement à la musique.
Le groupe part à Stony Brook, avec le bassiste Andy Winters, un ami d'enfance de Roeser, et s'installe à East Setauket. Albert Bouchard part, un temps, pour Chicago où il a obtenu quelques engagements sur la scène blues. En 1967, ils rencontrent le guitariste John Wiesenthal et les journalistes rock, Sandy Pearlman et Richard Meltzer. Pearlman donne au groupe le nom de Soft White Underbelly, en référence à une citation de Winston Churchill comparant la péninsule italienne au ventre-mou des forces de l'Axe. Pearlman devient dès lors le manager du groupe tandis que Wiesenthal, qui travaille désormais pour une compagnie cinématographique, leur présente Allen Lanier,. Il manque toutefois un chanteur à la formation ; la petite amie de Pearlman les met en contact avec Les Braunstein, dont le bouche-à-oreille dit le plus grand bien. Soft White Underbelly se compose donc du guitariste Donald Roeser, du batteur Albert Bouchard, du claviériste Allen Lanier, du chanteur Les Braunstein et du bassiste Andy Winters. Le quintet assure notamment les premières parties de Muddy Waters et du Grateful Dead et obtient, début 1968, une audition auprès de Mercury Records ; une bande démo est enregistrée, sans résultat. Peu après, une seconde séance d'enregistrement, pour Columbia Records, se solde par un nouvel échec.
Au cours de l'été 1968, Jac Holzman, le président d'Elektra Records, les remarque lors d'un concert et les signe instantanément. Entre l'automne 1968 et le printemps 1969, Soft White Underbelly fait plusieurs sessions de studio et enregistre une dizaine de chansons. Des divergences opposent toutefois Les Braunstein aux autres membres du groupe ; il les quitte alors que l'album est presque terminé. Elektra, contrarié par le départ de Braunstein, sur lequel tout avait été misé, accepte d'auditionner de nouveau la formation avec un second chanteur, Eric Bloom, rencontré par les musiciens dans un magasin de musique où il travaille, chanteur du groupe Lost and Found et organisateur de concerts, pour terminer la production de l'album. Bloom, chanteur et guitariste rythmique, s'intègre facilement à la formation, d'autant qu'il possède une camionnette et un système complet de sonorisation pour concerts. Il prend donc officiellement la place de Braunstein, ce qui déplait à Elektra qui finance néanmoins la fin des enregistrements et annonce la sortie prochaine du premier album du Stalk-Forrest Group, nouveau nom du quintette. Sandy Pearlman imagine alors donner un nom de scène à chaque membre (Buck Dharma, Jesse Python, La Verne, Prince Omega) ; seuls Donald Roeser et Albert Bouchard acceptent, on les connaîtra désormais également sous les pseudonymes de Buck Dharma et Prince Omega. Après quelques concerts, Elektra rompt leur contrat au printemps 1970 et Andy Winters quitte le groupe ; il est remplacé à la basse par Joe Bouchard, le frère d'Albert.
À l'occasion de deux concerts, en septembre, le groupe rencontre un producteur, David Lucas, qui leur permet d'enregistrer de nouvelles versions de leurs chansons gratuitement. De plus, Lucas les présente à Murray Krugman qui les introduit auprès de Clive Davis, le patron de Columbia Records. Un grand concert en plein air séduit Davis qui, en juillet 1971, leur propose un contrat qui perdurera jusqu'en 1988. Selon la manie de Pearlman, il faut trouver un nouveau nom au groupe : Blue Öyster Cult (« Secte de l'Huître Bleue »), dont les mentors sont Sandy Pearlman, Murray Krugman et Richard Meltzer.

### Premiers albums (1971–1974)

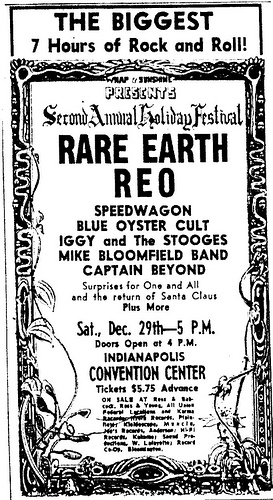
Concerts à Indianapolis en 1973.

Leur premier album de Blue Öyster Cult, Blue Öyster Cult, est publié en janvier 1972. La pochette, due à Bill Gawlik, arbore la croix de Cronos qui devient le symbole du groupe. On note la présence comme paroliers de leur producteur Sandy Pearlman et de son ami, le critique de rock Richard Meltzer. L'album contient les chansons Cities on Flame with Rock and Roll, Stairway to the Stars, et Then Came the Last Days of May. Il se classa à la 172e place du Billboard 200 américain le 1er juillet 1972. Blue Öyster Cult tourne avec The Byrds, Mahavishnu Orchestra et Alice Cooper.
L'album suivant, Tyranny and Mutation, publié en 1973, est écrit pendant la tournée promotionnelle du premier opus et contient les chansons The Red and the Black, une reprise plus métallique de I'm On The Lamb But I Ain't No Sheep déjà présente sur le premier disque, Hot Rails to Hell et Baby Ice Dog, la première collaboration du groupe avec Patti Smith, la petite amie d'Allen Lanier. L'album, classé pendant treize semaines dans les charts américains du Billboard 200, atteint la 122e place le 12 mai 1973.
Le troisième album, Secret Treaties, enregistré début 1974 à New York dans les studios de la maison de disque CBS Records est publié en avril 1974 est encore bien accueilli ; il se classe à la 53e place du Billboard 200 aux États-Unis et contient les chansons Career of Evil, Dominance and Submission, et Astronomy,. Les textes sont signés principalement par Sandy Pearlman mais aussi par Richard Meltzer pour Cagey Cretins et Harvester of Eyes et par Patti Smith pour Career of Evil.
Avec la parution de Secret Treaties, dont la pochette s'orne d'un Messerschmitt 262 (un avion à réaction allemand de la Seconde Guerre mondiale), le groupe est accusé de véhiculer, dans certaines de ses chansons et plus largement dans toute l'imagerie développée autour de lui par Pearlman et son coproducteur Murray Krugman, des références à certaines idéologies néfastes comme le nazisme mais aussi à des courants philosophiques polémiques (on a évoqué Nietzsche pour le titre Subhuman). Sortis de leur contexte, lesdits textes sont parfois considérés comme tendancieux parce qu'abscons. Le groupe doit se justifier dans la presse, notamment dans un article de Lester Bangs paru dans le magazine rock Creem de septembre 1974, pour rappeler que cette accusation est ridicule, la plupart d'entre eux étant juifs.

### Succès commercial (1975–1981)

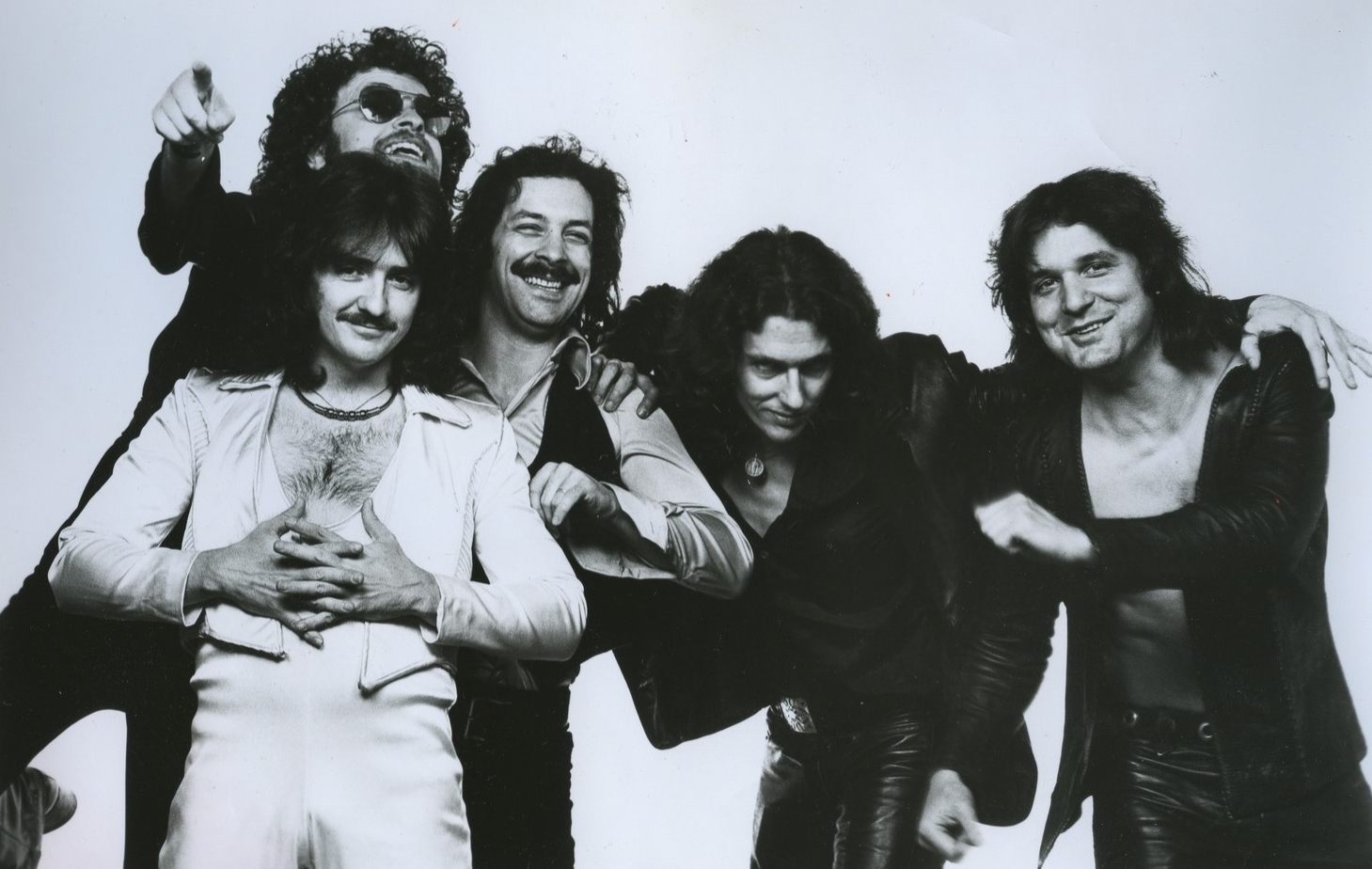
Blue Öyster Cult, en 1977.

La sortie du double live On Your Feet or on Your Knees, en 1975, fait à nouveau polémique à cause de la pochette qui présente une limousine noire arborant un fanion orné du signe de Cronos, garée devant une chapelle sombre et inquiétante sur fond de ciel menaçant. La pochette centrale montre les musiciens devant une assemblée de personnages en robes blanches à capuchon.
Agents of Fortune, le quatrième album studio du groupe, sort le 21 mai 1976 sur le label CBS. C'est le seul album sur lequel Eric Bloom ne signe aucun titre et le seul sur lequel tous les membres chantent. Ce disque contient The Revenge Of Vera Gemini, chantée par Patti Smith. (Don't Fear) The Reaper se classe à la 12e place du Billboard Hot 100 aux États-Unis et à la 16e place des UK Singles Chart. L'album se classe à la 29e place du Billboard 200 aux États-Unis et fait une belle percée en Europe en atteignant la 26e place des charts britanniques et à la 10e place des charts suédois. Il est certifié disque d'or au Canada et disque de platine aux États-Unis.
Le groupe connaît le succès durant cette décennie ; (Don't Fear) The Reaper est reprise en ouverture de la mini-série The Stand basée sur l'œuvre éponyme de Stephen King[réf. nécessaire]. Sous l'impulsion de Sandy Pearlman et Murray Krugman, Blue Öyster Cult cultive une esthétique sombre et un certain ésotérisme hermétique. Le tréma ajouté sur le « O » est à l'origine d'une mode dans les noms de groupes de metal (Motörhead ou encore Mötley Crüe),. Le groupe est très influencé par Black Sabbath, MC5, The Stooges et Steppenwolf, selon Eric Bloom et Buck Dharma. L'influence de Black Sabbath est perceptible dans des morceaux comme Cities on Flame With Rock and Roll ou Godzilla ; celle de MC5 et des Stooges dans Hot rails to Hell ; celle de Steppenwolf dans des morceaux comme The Red and the Black, Career of Evil ou Subhuman.
Avec l'album Spectres, enregistré de juillet à septembre 1977 dans les Record Plant Studios de New York, le groupe continue son virage amorcé avec l'album précédent, vers un rock plus accessible et mélodique. Le disque contient notamment Death Valley Nights, R.U. Ready 2 Rock, I Love the Night et le single Godzilla (Ce morceau est un moment attendu en concert, Albert Bouchard apparaissant sur scène affublé d'un masque en papier mâché à l'effigie du lézard géant). Goin’ Through the Motions est reprise, en 1983, par Bonnie Tyler sur Faster Than the Speed of Night. L'album se classe à la 43e place du Billboard 200 ; il est le seul album studio du groupe à entrer dans le classement des meilleures ventes en France.
Mirrors, en 1979, est le premier album qui n'est soit pas produit par Sandy Pearlman, remplacé par Tom Werman. The Great Sun Jester marque la première collaboration avec l'écrivain anglais Michael Moorcock qui avait déjà collaboré avec Hawkwind. Si l'album atteint la 44e place du Billboard 200 et la 26e place des charts britanniques, seul le single In Thee connaît un certain succès en prenant la 74e place du Hot 100 américain.
Un an plus tard, Cultösaurus Erectus marque la première collaboration avec le producteur britannique Martin Birch, connu pour ses travaux avec Deep Purple, Rainbow, Black Sabbath ou Iron Maiden. L'album marque un retour au heavy metal. Black Blade est écrit par Michael Moorcock et avec le bassiste John Trivers qui jouait avec Eric Bloom au sein du groupe "Lost and Found" dans les années soixante. L'album se classe à la 34e place du Billboard 200 et à la 12e place des charts britanniques, le meilleur classement pour d'un album du groupe au Royaume-Uni.
En 1981, Fire of Unknown Origin, le huitième album studio du groupe, sort sur le label Columbia, à nouveau produit par Martin Birch. Il inclut Burnin' for You (40e place du Billboard Hot 100 et double disque de platine aux États-Unis), Veterans of the Psychic Wars(coécrit avec Michael Moorcock et qui apparaît dans le film d'animation Métal hurlant) et Don't Turn Your Back, la dernière contribution d'Allen Lanier pour le groupe. Buck Dharma joue toutes les parties de guitare de l'album. 24e au Billboard 200, l'album est certifié disque d'or aux États-Unis et au Canada. S'ensuit une tournée avec Black Sabbath intitulée Black and Blue Tour.

### Déclin (1982–1987)
En 1981, le batteur Albert Bouchard quitte le groupe pour incompatibilité d'humeur avec les autres musiciens ; son frère Joe reste encore quatre ans au sein de BÖC. Après leur départ du Blue Öyster Cult, les frères Bouchard fondent chacun leur groupe : Albert monte The Brain Surgeons et Joe The Cult Brothers, qui deviendra The X Brothers. Albert passe cinq ans à travailler sur un album solo inspiré du poème The Soft Doctrines Of The Imaginos de Sandy Pearlman, sans pour autant parvenir à le faire produire. Blue Öyster Cult publie l'album live Extraterrestrial Live où Rick Downey remplace Albert Bouchard durant la tournée ; Robbie Krieger, le guitariste des Doors est présent pour une reprise de "Roadhouse Blues".
Blue Öyster Cult retourne en studio pour enregistrer The Revölution by Night, produit par Bruce Fairbairn et publié en octobre 1983. Le groupe fait appel à de nombreux musiciens (Larry Fast, Randy Jackson, Aldo Nova…) et compositeurs (Patti Smith, Ian Hunter, Neal Smith…). Il se classe à la 93e place du Billboard 200 malgré le succès rencontré par les singles Take Me Away (# 11 Mainstream Rock Tracks) et Shooting Shark, coécrit par Patti Smith (83e place du Billboard hot 100 et 16e place de Mainstream Rock). Shooting Shark fait aussi participer Randy Jackson à la basse. Après Revölution, Rick Downey quitte le groupe, laissant Blue Öyster Cult dépourvu de batteur.
À partir de février 1985, le groupe rappelle Albert Bouchard pour une tournée californienne connue sous le surnom d'Albert Returns Tour. Cet événement, temporaire, cause toutefois de nouvelles tensions entre les musiciens et Bouchard qui pense redevenir membre permanent du groupe. Alors que le batteur Jimmy Wilcox fait son entrée au sein du Cult, Allen Lanier quitte le groupe qui engage alors le claviériste Tommy Zvoncheck pour terminer l'album Club Ninja. Dernier opus avec le bassiste et membre fondateur Joe Bouchard, l'album se classe à la 63e place du Billboard 200. Seul le single Dancin' in the Ruins rencontre le succès avec une 9e place du Mainstream Rock Tracks.
Le groupe joue en Allemagne, tournée durant laquelle Joe Bouchard part, laissant derrière lui seulement deux membres de la formation classique, Eric Bloom et Buck Dharma ; le groupe est alors surnommé Two Öyster Cult. Jon Rogers est recruté pour remplacer Joe et la formation termine sa tournée de 1986. Le groupe se met alors en pause musicale.

### Imaginoset tournées (1987–2006)

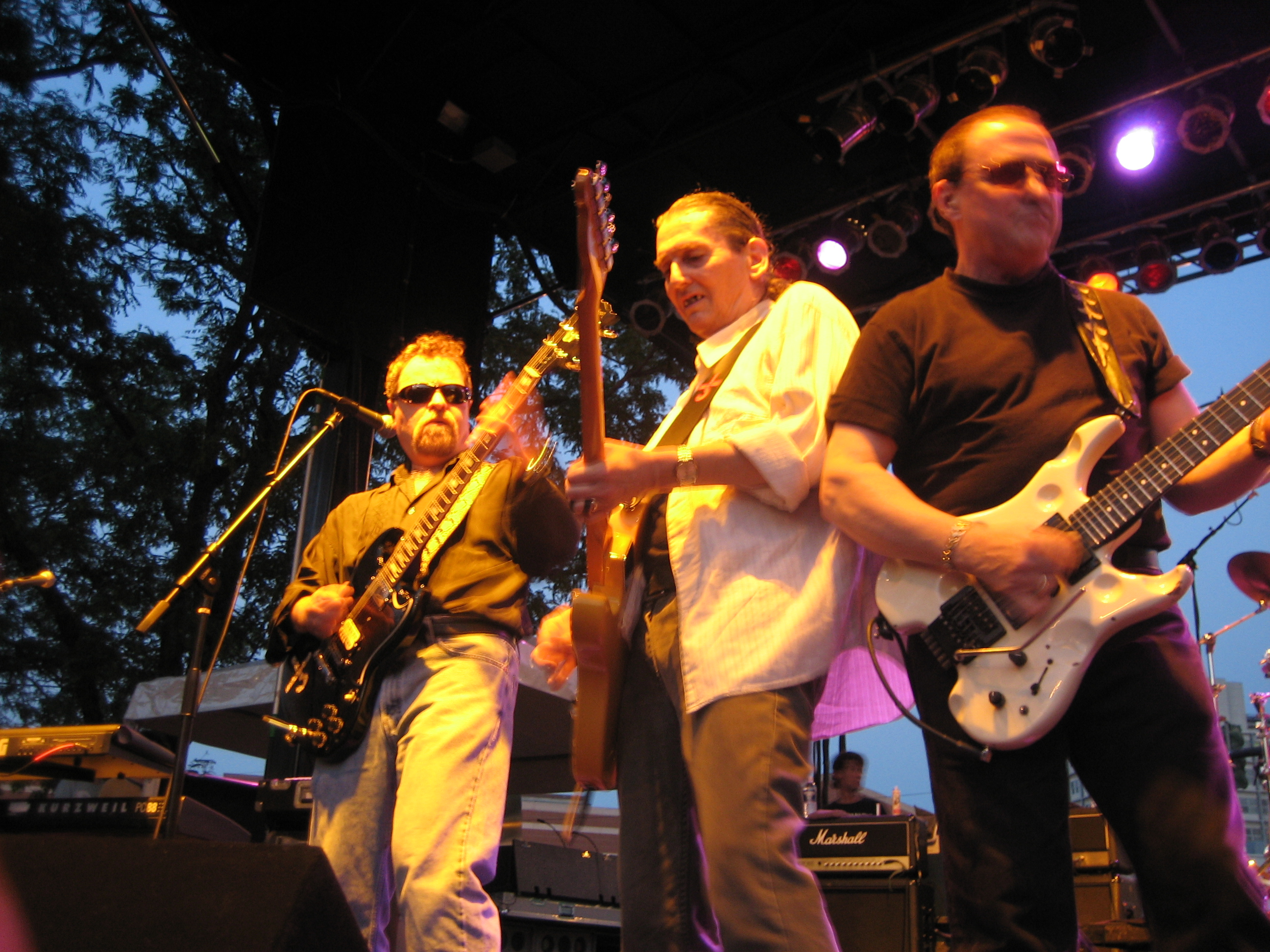
Blue Öyster Cult sur scène en 2006.

Blue Öyster Cult se reforme après s'être vu proposé une tournée en Grèce, au début de l'été 1987. La nouvelle formation se compose des fondateurs Eric Bloom, Buck Dharma et Allen Lanier qui fait son retour, épaulés par Jon Rogers à la basse et Ron Riddle à la batterie. Columbia Records ne souhaitant toujours pas publier le projet solo d'Albert Bouchard sur lequel il travaille depuis des années, Sandy Pearlman a l'idée de le publier comme un album du Cult. Retravaillé avec l'apport de l'ensemble des membres de Blue Öyster Cult, Imaginos paraît sous une forme abrégée en 1988. Musicalement, il relève davantage du genre heavy metal que les deux albums précédents du groupe. Malgré des critiques positives, c'est un échec commercial qui met un terme à leur contrat avec Columbia Records.
Si le groupe passe les onze années suivantes en tournée sans publier d'album, il contribue à deux chansons de la bande-son du film  Bad Channels sorti en 1992. Riddle, qui quitte Blue Öyster Cult en 1991, est remplacé par Chuck Burgi (1991–1992, 1992–1995, 1996–1997), John Miceli (1992, 1995), John O'Reilly (1995–1996) et Bobby Rondinelli (1997–2004).
En 1994 sort l'album live Live 1976.
En 1998, le groupe produit l'album Heaven Forbid, plus orienté heavy metal. la pochette alternative de l'album représente l'actrice Morgan Fairchild. L'américain John Shirley, connu pour ses nombreux romans, nouvelles ou scripts pour la télévision en matière de science-fiction ou de fantasy est l'auteur de presque toutes les chansons de l'opus. Le titre In Thee, précédemment publié sur Mirrors, est joué en live tandis que Still Burnin est une suite de Burnin' for You, titre présent sur Fire of Unknown Origin. Harvest Moon, Power Underneath Despair, Cold Gray Light of Dawn et Still Burnin' sont jouées en tournée à partir de 1992,.
En 2001 sort le treizième album du groupe, Curse of the Hidden Mirror. Le titre de l'album est tiré d'une chanson contenue dans un album inédit (en), enregistré en 1970 par Stalk-Forrest group mais commercialisé en 2001 également. Comme pour l'album précédent, John Shirley écrit les paroles de nombreuses chansons de l'album. Out of the Darkness avait été composée pour la bande originale de Bad Channels (en) en 1992 mais n'avait pas été incluse dans l'album. De même, Showtime avait été enregistré pour Cultösaurus Erectus en 1980. Le seul single extrait du disque, Pocket, ne connaît pas le succès.
En 2002 sort le CD-DVD du concert A Long Day's Night enregistré à Chicago.
Alors que Jules Radino se joint à la formation en 2004, Danny Miranda la quitte, devenant bassiste pour Queen + Paul Rodgers ;  Richie Castellano le remplace.

### Rééditions (depuis 2007)

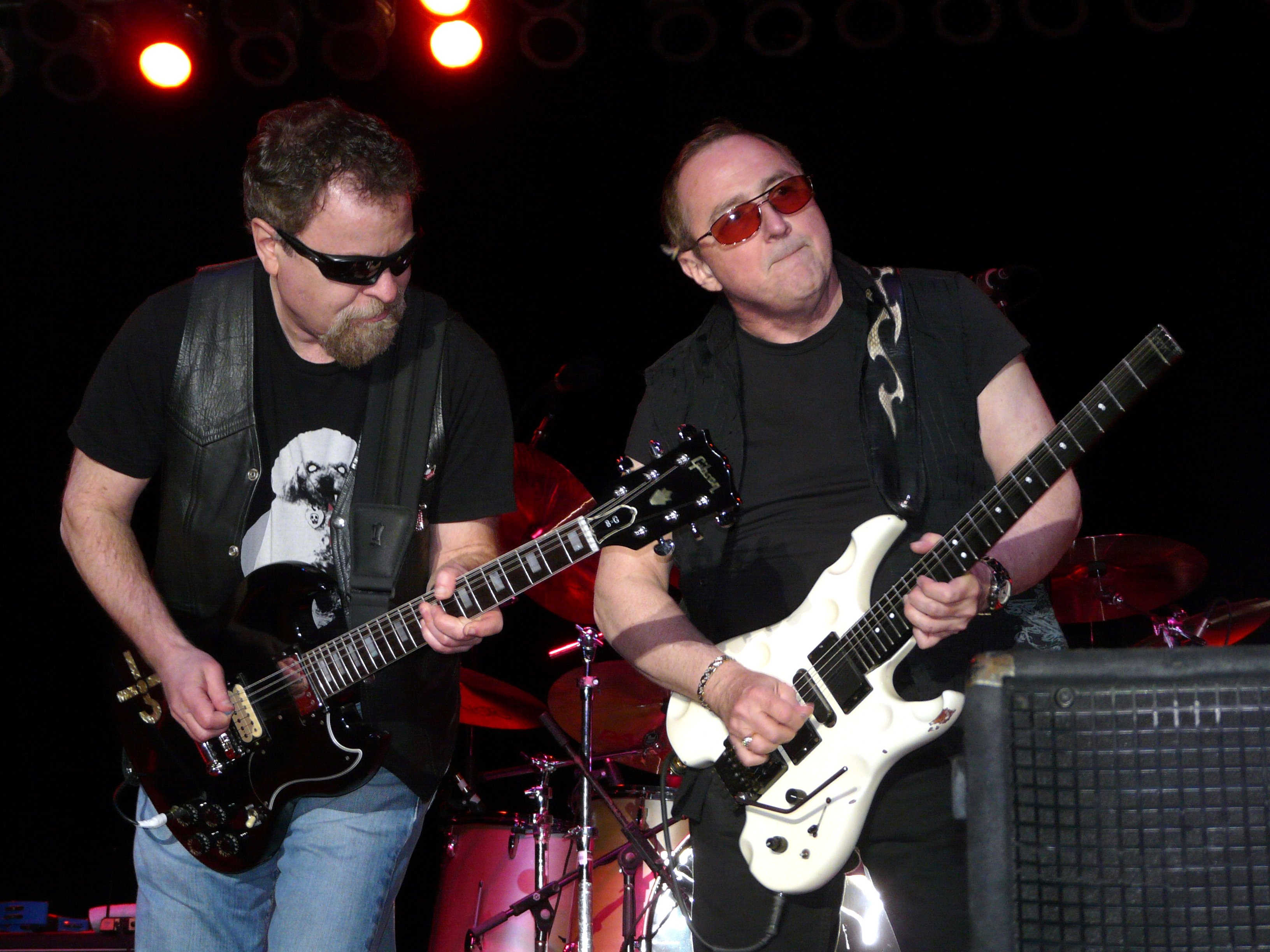
Eric Bloom et Buck Dharma lors d'un concert du BÖC à West Fargo (Dakota du Nord) le 21 juin 2008.

Allen Lanier s'étant retiré des concerts en 2007, Richie Castellano assure la guitare rythmique et les claviers tandis que la position de bassiste est endossée, initialement en tant que musicien invité, par Rudy Sarzo, un ancien membre de Quiet Riot, Whitesnake et Dio ; il n'a jamais enregistré d'album avec le groupe.
En février 2007, Sony réédite Spectres et l'album live Some Enchanted Evening. Aux sept titres originaux enregistrés en public en 1978 aux États-Unis et en Angleterre pendant la tournée de promotion de Spectres, cette réédition remasterisée ajoute sept titres supplémentaires enregistrés lors de la même période aux États-Unis. L'album, récompensé par un disque de platine aux États-Unis, se classe à la 44e place du Billboard 200 et à la 18e place des charts britanniques.
En décembre 2008, BÖC annonce le retrait temporaire de Buck Dharma qui s'est blessé l'épaule en Floride ; plusieurs tournées, entre décembre 2008 et janvier 2009, sont alors annulées ou reportées jusqu'au printemps 2009. Cette même année, le quintette collabore avec Warhammer pour le jeu en ligne Warhammer Online: Age of Reckoning.
En juin 2012, le bassiste Rudy Sarzo est remplacé par Kasim Sulton, ancien bassiste d'Utopia. En octobre, Sony publie un coffret de 17 disques, The Complete Columbia Albums Collection. Ce coffret contient notamment des versions remasterisées de On Your Feet or on Your Knees, 'Mirrors, Cultösaurus Erectus, Fire of Unknown Origin, Extraterrestrial Live, The Revölution By Night, Club Ninja et Imaginos.
Le 29 avril 2013, Joe Bouchard annonce la sortie de son album solo, The Power of Music. Allen Lanier meurt le 14 août de la même année d'une maladie pulmonaire chronique, à 66 ans,. Le 26 juillet 2016, Sandy Pearlman, le producteur historique du groupe, meurt à 72 ans,.

### Le grand retour en 2020
Le manque de succès commercial du précédent album studio du groupe, Curse of the Hidden Mirror, en 2001, a découragé Blue Öyster Cult d'enregistrer un nouvel opus. Eric Bloom déclare, en 2017, que « cela coûtait de l'argent pour faire un disque et que le temps passé à produire un album serait mieux dépensé en tournée que de faire un disque que personne n'achètera ». Bien qu'il ait admis que certains fans seraient enthousiasmés par un nouvel album, ce ne serait probablement pas une réussite financière. Néanmoins, il précise qu'un nouvel album finirait bien par arriver. Buck Dharma déclare dans une autre interview que le groupe a toutefois envisagé d'enregistrer un nouvel album, en 2017, car la formation actuelle était « si bonne qu'il serait dommage de ne pas le faire. » Dharma révèle avoir eu l'intention de contacter Sandy Pearlman à ce sujet mais sa mort, en 2016, a tout remis en cause. En avril 2019, Bloom réitère qu'un album va bientôt arriver et que le groupe signerait un nouveau contrat d'enregistrement.
En 2020, désormais passé chez Frontiers Records, un label discographique italien indépendant fondé en 1996 spécialisé dans le heavy metal, le hard rock, le metal progressif et le rock progressif, Blue Öyster Cult publie une série d'albums live en attendant la commercialisation d'un nouvel album studio.
Pour fêter les quarante ans d'Agents of Fortune, BÖCult avait joué, en 2016, l'ensemble des morceaux de l'album dans les conditions d'un live, mais sans public, dans le cadre d'une émission télévisée. À cette occasion, Albert Bouchard jouait sur quelques morceaux ; cette captation (CD + DVD) est la première d'une série publiée en 2020. iHearth Radio Theater N.Y.C. 2012, captation d'un concert enregistré en décembre 2012 à New York, suit, et précède Hard Rock Live Cleveland 2014 captation d'un concert à Cleveland en 2014. Sort ensuite Live In London 45th Anniversary, enregistré lors du Stone Free Festival à l'O2 INDIGO à Londres le 17 juin 2017, une représentation unique de leur premier album dans son intégralité, pour célébrer le 45e anniversaire de sa sortie. Live At Rock Of Ages Festival 2016, qui sort en décembre, est la captation du concert donné lors de la deuxième journée du Festival Rock of Ages 2016 à Seebronn, en Allemagne.
En fin d'année, sort The Symbol Remains le premier album studio du groupe depuis dix-neuf ans. Aux côtés d'Eric Bloom et Buck Dharma, Richie Castellano produit le disque et participe à la composition comme l'écriture de plusieurs morceaux, de même que le batteur Jules Radino (qui a réintégré le groupe en 2017 après le départ de Kasim Sulton) sur un titre ; John Shirley est également convié à l'écriture de plusieurs titres. Plusieurs singles et clips vidéo ont été publiés pour promouvoir l'album. That Was Me, Box in My Head et Tainted Blood sont dévoilées en streaming sur YouTube,.
The Alchemist fait référence à la nouvelle de H.P. Lovecraft, tandis que Florida Man fait renvoie au mème Internet du même nom. The Return of St. Cecilia, écrite par Castellano, fait référence à l'album enregistré pour Elektra Records en 1970 par le Stalk-Forrest Group. Fight est une chanson publiée par Buck Dharma en 2015 en tant que titre solo, Nightmare Epiphany et Secret Road étant deux titres publiés par Dharma en 2000 dans une compilation d'archives. L'album reçoit un accueil positif de la part des critiques, notamment une note de 77/100 sur Metacritic en janvier 2021. Thom Jurek d'AllMusic trouve l'album « complètement inspiré » et le met au niveau des meilleures productions du groupe, qu'il compare à Head East et Iron Maiden.
En janvier 2021, Columbia Records réédite le concert du 24 juillet 1983 au Perkins Palace de Pasadena en Californie sous le titre Blue Oyster Cult Live ’83. Un bootleg de ce concert existait depuis 1992 sous le nom Nail You Down (en) ; il a ensuite été intégré à la discographie officielle dans le coffret intégral Columbia Albums Collection de 2012.
Le 12 avril 2024, le groupe sort l'album Ghost Stories et annonce qu'il s'agira de son dernier.

## Membres

### Membres actuels
- Buck Dharma – guitare solo, chant (depuis 1967)
- Eric Bloom – chant, guitare (depuis 1969)
- Richie Castellano – claviers, guitare rythmique, chœurs (depuis 2007), basse (2004–2007)
- Jules Radino – batterie, percussions (depuis 2004)
- Danny Miranda – basse, chœurs (1995–2004, invité : 2007–2013, depuis 2017)

### Anciens membres
- Allen Lanier – claviers, guitare, chœurs (1967–1985, 1987–2007, 2012, décédé en 2013)
- Albert Bouchard – batterie, percussions, chœurs (1967–1981, 1985)
- Andrew Winters – basse, chœurs (1967–1971)
- Les Braunstein – chant, guitare (1967–1969)
- Joe Bouchard – basse, chœurs (1971–1986)
- Rick Downey – batterie, percussions (1981–1985)
- Jimmy Wilcox – batterie, percussions (1985–1987)
- Tommy Zvoncheck – claviers, guitare, chœurs (1985–1987)
- Jon Rogers – basse, chœurs (1986–1995, invité : 2007–2012)
- Ron Riddle – batterie, percussions (1987–1991)
- Chuck Burgi – batterie, percussions (1991–1992, 1992–1995, 1996–1997)
- John Miceli – batterie, percussions (1992, 1995)
- Greg Smith – basse, chœurs (1995)
- Danny Miranda – basse, chœurs (1995–2004, invité : 2007–2013)
- John O'Reilly – batterie, percussions (1995–1996)
- Bobby Rondinelli – batterie, percussions (1997–2004)
- Rudy Sarzo – basse, chœurs (2007–2012)
- Kasim Sulton – basse, chœurs (2012-2017)

## Discographie

### Albums studio
- 1972 : Blue Öyster Cult
- 1973 : Tyranny & Mutation
- 1974 : Secret Treaties
- 1976 : Agents of Fortune
- 1977 : Spectres
- 1979 : Mirrors
- 1980 : Cultösaurus Erectus
- 1981 : Fire Of Unknown Origin
- 1983 : The Revölution by Night
- 1985 : Club Ninja
- 1988 : Imaginos
- 1994 : Cult Classic
- 1998 : Heaven Forbid
- 2001 : Curse of the Hidden Mirror
- 2020 : The Symbol Remains
- 2024 : Ghost Stories

### Albums live
- 1975 : On Your Feet or on Your Knees (reprise d' I ain't got you qui avait déjà été repris par The Yardbirds, de Born to be wild de Steppenwolf)
- 1978 : Some Enchanted Evening - septembre 1978 (reprise de Kick Out The Jams d'MC5 et de We Get Out of this Place de The Animals) L'album a été réédité en 2007 avec titres bonus et un DVD du concert (image de piètre qualité)
- 1982 : Extraterrestrial Live (reprise de Roadhouse blues de The Doors avec Robbie Krieger)
- 1991 : Live 1976
- 2000 : For the Heavy Metal Kids and the Yardbirds - Live in NY/'72 (réédition semi-officielle d'un pirate des années 1970, déjà réédité en CD en 1990 par Skydog, reprenant le fameux Bootleg EP Promotionnel de 1972)
- 2002 : A Long Day's Night - septembre 2002 (La version DVD contient d'autres morceaux phares du groupe tels que Harvester of Eyes ou ME262)
- 2007 : Live In America (enregistré à New York en 1981 dans le cadre de la tournée de Fire Of Unknown Origin)
- 2010 : Live In Chicago - enregistré le 21 juin 2002 (contrairement à la pochette de la formation initiale seuls Eric Bloom et Buck Dharma sont présents pour le concert)
- 2020 : iHearth Radio Theater N.Y.C. 2012 enregistré en 2012
- 2020 : Hard Rock Live Cleveland 2014 enregistré en 2014
- 2020 : Agents of Fortune 40th anniversary enregistré en 2016
- 2020 : Live At Rock Of Ages Festival 2016 enregistré en 2016
- 2020 : Live In London 45th Anniversary enregistré en 2017
- 2021 : Blue Oyster Cult Live ’83 enregistré le 24 juillet 1983 au Perkins Palace de Pasadena (reprise du bootleg Nail You Down de 1992)
- 2023 : 50th Anniversary - Live in NYC - First Night enregistré le 21 septembre 2022 au Sony Hall

### Compilations
- 1990 : Career of Evil : The Metal Years
- 1995 : Workshop of the Telescopes
- 2000 : Don't Fear the Reaper: The Best of Blue Öyster Cult
- 2005 : The Singles Collection
- 2012 : The Columbia Albums Collection (coffret intégrale du groupe (1973-1988))

### Collaborations
Michael Moorcock a écrit les paroles de trois chansons :
- The Great Sun Jester (album Mirrors, 1979) ;
- Black Blade (album Cultösaurus Erectus, 1980) — la « lame noire » est évidemment Stormbringer, l'épée-démon d'Elric de Melniboné ;
- Veteran of the Psychic Wars (album Fire Of Unknown Origin, 1981) ; cette chanson fait également partie de la bande originale du film Métal hurlant (un extrait en est diffusé au moment de la découverte du Loc-Nar par les archéologues).

La chanteuse Patti Smith, qui fut un temps la compagne du claviériste/guitariste Allen Lanier, a coécrit six morceaux avec BÖC :
- Baby Ice-dog sur l'album Tyranny and Mutation ;
- Career of evil sur l'album Secret Treaties ;
- Debbie Denise sur l'album Agents of Fortune ;
- Revenge of Vera Gemini (qu'elle chante en duo avec Albert Bouchard) sur l'album Agents of Fortune ;
- Shooting shark sur l'album The Revölution by Night ;
- Fire of Unknown Origin, morceau enregistré initialement pour Agents of Fortune avant d'être écarté puis repris par BÖC plusieurs années plus tard dans une tout autre version sur l'album portant ce nom. Le poème originel figure aussi en bonus de la version remastérisée de l'album Wave (1979) de la chanteuse.

Allen Lanier avait rendu la pareille à sa compagne en jouant sur son premier album, notamment sur le morceau Elegy.

### Reprises
- Born to Be Wild de Steppenwolf, dans l'album concert On Your Feet or on Your Knees (1975);
- I Ain't Got You de Jimmy Reed (version de The Yardbirds (1964)), sous le titre Maserati GT (I Ain't Got You), sur le même album;
- Kick Out the Jams du groupe MC5 (1969), sur l'album concert Some Enchanted Evening (1978);
- We Gotta Get Out Of This Place des Animals (1965) sur le même album ;
- Roadhouse Blues des Doors (1970), sur l'album concert Extraterrestrial Live (1982), avec Robbie Krieger, guitariste des Doors.

Par ailleurs, plusieurs morceaux du Blue Öyster Cult sont repris par d'autres groupes :
- (Don't Fear) the Reaper
  - par Gus — figure dans la bande originale du film Scream de Wes Craven : au début du film, c'est le morceau qu'écoute Sidney Prescott (Neve Campbell) lorsque son petit copain Billy Loomis (Skeet Ulrich) la rejoint en passant par la fenêtre de sa chambre,
  - par le groupe de Gothic Metal HIM ou encore par Evanescence lors d'un concert donné au Vino's en 1998. Une reprise de ce titre figure aussi sur un EP de Clint Ruin et Lydia Lunch sorti en 1991 et justement intitulé Don't Fear the Reaper,
  - à la fin de l'épisode Les Obsèques du Père Noël de la série Six Feet Under (saison 2), ainsi qu'à la fin de l'épisode There Will Be Blood - Type A de la série Médium (saison 6),
  - sur la bande originale de Fantômes contre fantômes de Peter Jackson, réinterprétée par les Mutton Birds,
  - par le groupe de doom metal suédois Candlemass sur son EP de 2010,
  - par le groupe Hayseed Dixie sur l'album Hair Down to my Grass qui l'interprète avec des instruments folk dans un style bluegrass en 2014,
  - par le groupe de post-hardcore Pierce The Veil sur l'album Punk Goes Classic Rock.
- Going through the Motions est repris par Bonnie Tyler en 1983 sur son album Faster than the Speed of Night.
- This Ain't The Summer of Love est reprise par L7 pour la bande originale du film Souviens-toi l'été dernier ;
- Godzilla est reprise par Fu Manchu en 1997 sur l'EP Godzilla et sur l'album Eatin' Dust (1999), ainsi que par Racer X sur l'album Superheroes ;
- Veteran of the Psychic Wars est reprise par Arjen Anthony Lucassen sur l'album Lost in the New Real (2012) ;
- le groupe Metallica fait, en 1998, une adaptation de leur morceau Astronomy sur leur album de reprises Garage Inc. ;
- le groupe américain Iced Earth est repris, sur l'album Tribute to the Gods (2002), Cities on Flames et Burnin' For You ;
- le groupe américain Voodoo Screw Machine reprend, sur l'album A Kiss Before Drowning (2005), Flaming Telepaths.

## Vidéographie
- 1998 : Live 1976
- 2002 : Black and Blue (filmé en 1981 lors de la tournée avec Black Sabbath)
- 2002 : A Long Day's Night